# Amaranthus palmeri
Espèce
Synonymes
- Amaranthus palmeri var. glomeratus Uline & W.L.Bray[2]

Amaranthus palmeri, l'Amarante de Palmer ou quelite, est une espèce de plantes dicotylédones de la famille des Amaranthaceae originaire d'Amérique du Nord.

## Évolution en super mauvaise herbe
Cette plante annuelle est récemment devenue envahissante, constituant une nouvelle « super mauvaise herbe » préoccupante dans le sud des États-Unis, notamment dans les cultures de cotonnier, du fait qu'elle a acquis une résistance à des herbicides, notamment au trifloxysulfuron sodique et surtout au Roundup, le désherbant le plus utilisé au monde, banalisé aux États-Unis par les cultures de plantes transgéniques rendues résistantes au glyphosate. Ceci a incité à réutiliser des désherbants bien plus toxiques encore (par ex. le paraquat). Des phénomènes similaires ont été constatés en Inde, entrainant de nombreux suicides de cultivateurs de coton transgénique
En 2009, une équipe scientifique américaine pilotée par Todd Gaines (Université d'État du Colorado) a étudié les populations d'amarantes de Palmer devenues résistantes au glyphosate en Géorgie.
Ces plantes surexpriment une forme de l'enzyme 5-énolpyruvylshikimate-3-phosphate synthase ou EPSPS insensible au glyphosate (alors qu'il en est la cible chez une plante normale). Ceci permet à ces plantes de dégrader (par métabolisation) le glyphosate au sein des cellules mêmes. Cette enzyme est amplifiée (multipliée) par un facteur de 5 à 160 dans les cellules de ces amarantes devenues résistantes au glyphosateet le taux d'expression génétique est dans ce cas corrélé avec le nombre de copies du gène ; et des copies du gène amplifié sont présentes sur chaque chromosome de ces Amarantes, y compris dans les cellules reproductrices, ce qui rend cette adaptation héritable aux générations issues de ces plantes.
Selon T Gaines et ses collègues « Cette apparition d'une amplification de gènes comme mécanisme de résistance aux herbicides dans une population d'herbes naturelles est particulièrement importante car elle pourrait menacer l'utilisation durable de la technologie des cultures résistant au glyphosate ».

## Alimentation
Ses feuilles et ses graines étaient consommées autrefois par certaines tribus autochtones.

Les feuilles de la plante avant floraison sont consommées dans les régions du Mexique où elle est présente.

La plante peut toutefois être toxique pour le bétail en cas de concentration dans les feuilles de nitrates ou d'oxalates.

## Liste des variétés
Selon Tropicos (6 août 2017) (Attention liste brute contenant possiblement des synonymes) :
- variété Amaranthus palmeri var. glomeratus Uline & W.L. Bray
- variété Amaranthus palmeri var. palmeri